# Obwód baranowicki

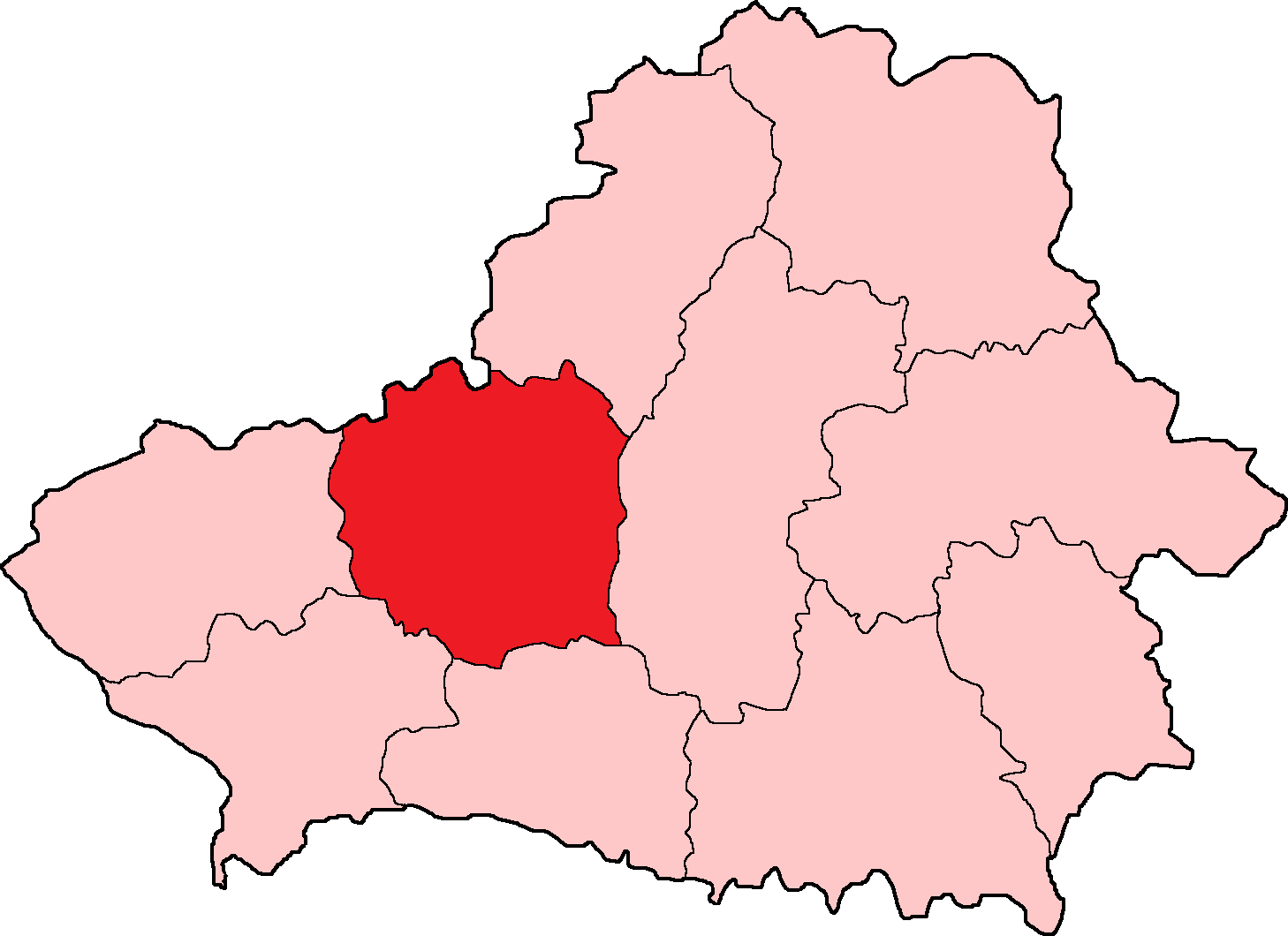
Położenie obwodu baranowickiego na mapie BSRR w 1940 r.

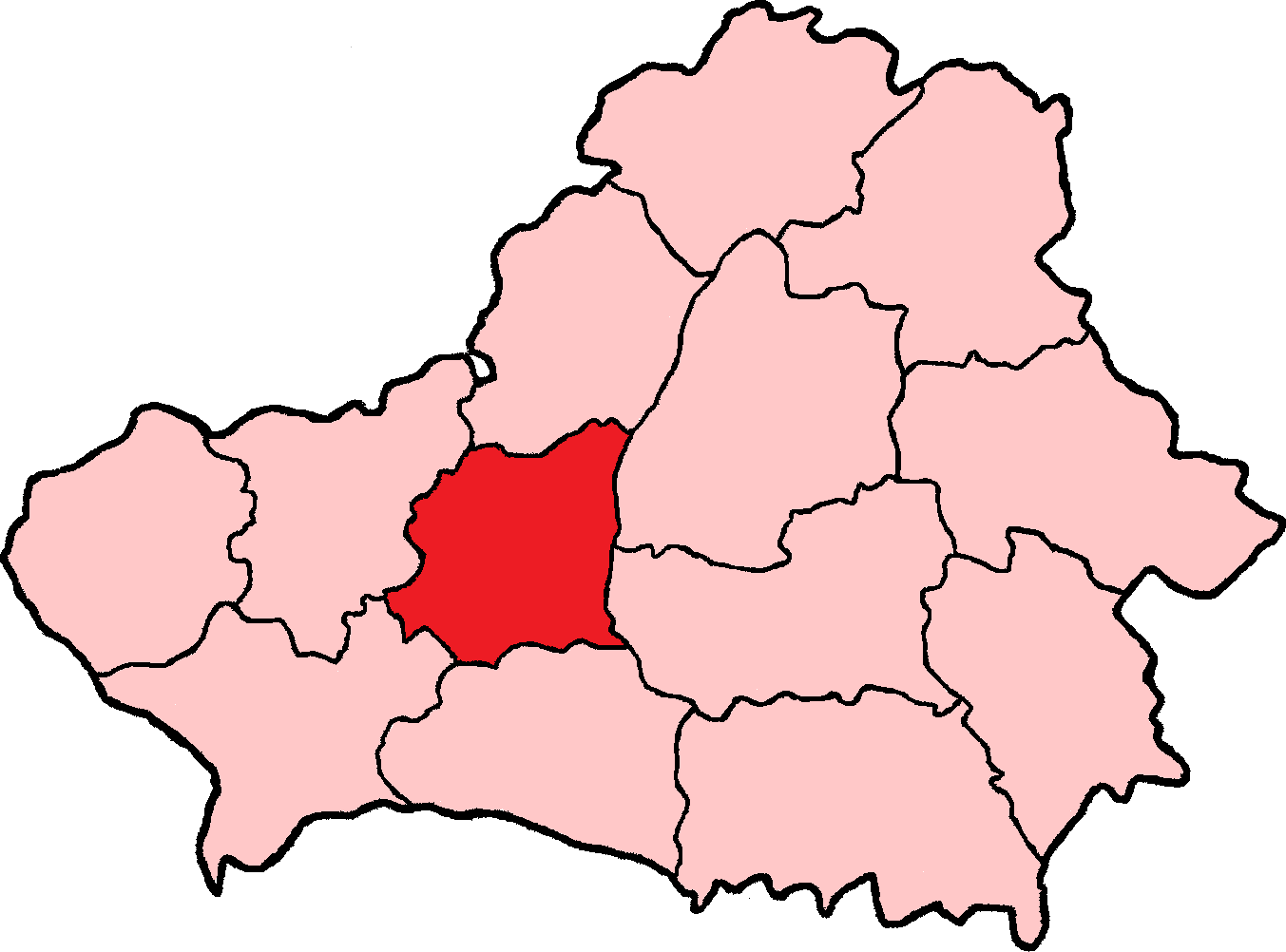
Położenie obwodu baranowickiego na mapie BSRR w 1944 r.

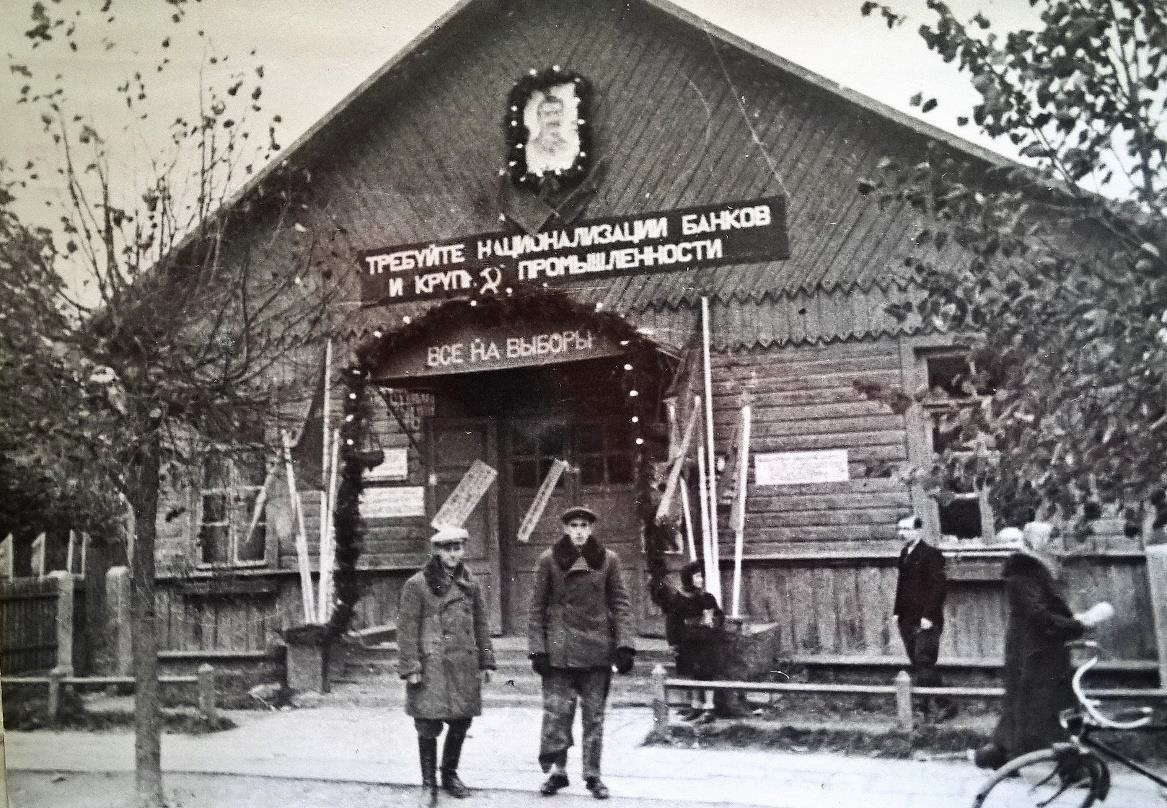
Dzień wyborów deputowanych do Zgromadzenia Narodowego Zachodniej Białorusi w jednym z lokali wyborczych w mieście Baranowicze, 1939 r.

Obwód baranowicki (biał. Баранавіцкая вобласць, ros. Барановичская область) – jednostka administracyjna istniejąca w latach 1939–1954 (de facto: 1940–1941, 1944–1954) utworzona na terenie dawnego województwa nowogródzkiego. 

## Historia
Obwód został utworzony jako obwód nowogródzki dekretem Prezydium Rady Najwyższej Białoruskiej SRR "O obwodach i centrach obwodowych Zachodniej Białorusi" z 19 listopada 1939 r. Obwód obejmował tereny województwa nowogródzkiego. Dzień później KC KP(b)B wydała postanowienie "o podziale administracyjnym na terenie zachodnich obwodów Białorusi" w wyniku którego w skład obwodu weszło 9 powiatów przedwojennej Polski: baranowicki, nowogródzki, słonimski, szczuczyński, lidzki, nieświeski, stołpecki, wołożyński i grodzieński (dwa ostatnie: częściowo). Utworzenie obwodu zostało zatwierdzone 4 grudnia 1939 r. dekretem Prezydium Rady Najwyższej ZSRR, już pod nazwą obwód baranowicki.
Na początku 1940 r. wprowadzono nowy podział na rejony, których utworzono 26. 
- byteński
- horodyszczański
- iwieniecki
- iwiejski
- juraciszkowski
- korelicki
- klecki
- kozłowszczyński
- lachowicki
- lidzki
- lubczański
- mirski
- mostowski
- nowogródzki
- nowomyski
- nieświeski
- raduński
- słonimski
- stołpecki
- szczuczyński
- wasiliszkowski
- wołożyński
- werenowski
- zdzięciolski
- zelwieński
- żołudecki

Od roku 1941 do 1944 obszar Nowogródczyzny znajdował się pod okupacją niemiecką i należał do Generalnego Komisariatu Wschód. Po ponownym zajęciu tych ziem przez Armię Czerwoną w 1944 r. część terytorium reaktywowanego obwodu (rejony: iwieniecki, lidzki, lubczański, mirski, mostowski, raduński, szczuczyński, wasiliszkowski, woronowski, zelwieński, żołudecki i mostowski), przekazano nowo utworzonemu obwodowi grodzieńskiemu, a część (rejony: iwiejski, juraciszkański i wołożyński) – mołodeckiemu. 
W 1952 r. w skład obwodu wchodziły następujące rejony:
- byteński
- horodyszczański
- iwieniecki
- korelicki
- klecki
- kozłowszczyński
- lachowicki
- lubczański
- mirski
- nowogródzki
- nowomyski
- nieświeski
- słonimski
- stołpecki
- zdzięciolski

8 stycznia 1954 roku dekretem Prezydium Rady Najwyższej ZSRR obwód został zlikwidowany, a jego rejony włączone w skład obwodów: brzeskiego i mińskiego.